# Élections départementales de 2021 dans le Gers
Les élections départementales de 2021 dans le Gers ont lieu les 20 et 27 juin. Le Parti socialiste, mené par le président du conseil départemental sortant, Philippe Martin, remporte à nouveau une majorité pour le mandat 2021-2028.

## Contexte départemental

### Assemblée départementale sortante
Avant les élections, le conseil départemental du Gers est présidé par Philippe Martin (PS). 
Il comprend 34 conseillers départementaux issus des 17 cantons du Gers. 
| Président du conseil départemental   |       |       |      |                                       |
| Philippe Martin (PS)                 |       |       |      |                                       |
| Parti                                | Sigle | Sigle | Élus | Groupes                               |
| Majorité (22 sièges)                 |       |       |      |                                       |
| Parti socialiste                     |       | PS    | 19   | Socialistes, radicaux et républicains |
| Parti radical de gauche              |       | PRG   | 2    | Socialistes, radicaux et républicains |
| Mouvement républicain et citoyen     |       | MRC   | 1    | Socialistes, radicaux et républicains |
| Opposition (12 sièges)               |       |       |      |                                       |
| Les Républicains                     |       | LR    | 6    | Unis pour le Gers                     |
| Divers droite                        |       | DVD   | 3    | Unis pour le Gers                     |
| Union des démocrates et indépendants |       | UDI   | 1    | Unis pour le Gers                     |
| Les Républicains                     |       | LR    | 2    | Liberté unité cohérence Gers          |

## Système électoral
Les élections ont lieu au scrutin majoritaire binominal à deux tours. Le système est paritaire : les candidatures sont présentées sous la forme d'un binôme composé d'une femme et d'un homme avec leurs suppléants (une femme et un homme également).
Pour être élu au premier tour, un binôme doit obtenir la majorité absolue des suffrages exprimés et un nombre de suffrages au moins égal à 25 % des électeurs inscrits. Si aucun binôme n'est élu au premier tour, seuls peuvent se présenter au second tour les binômes qui ont obtenu un nombre de suffrages au moins égal à 12,5 % des électeurs inscrits, sans possibilité pour les binômes de fusionner. Est élu au second tour le binôme qui obtient le plus grand nombre de voix.

## Résultats à l'échelle du département

### Résultats par nuances du ministère de l'Intérieur
Les nuances utilisées par le ministère de l'Intérieur ne tiennent pas compte des alliances locales.
| Binômes                  | Binômes                   | Binômes                  | Premier tour | Premier tour | Premier tour | Second tour | Second tour   | Second tour | Total | +/-           |  |
| Binômes                  | Binômes                   | Binômes                  | Voix         | %            | Sièges       | Voix        | %             | Sièges      | Total | +/-           |  |
| ------------------------ | ------------------------- | ------------------------ | ------------ | ------------ | ------------ | ----------- | ------------- | ----------- | ----- | ------------- |  |
|                          | Divers gauche             | DVG                      | 28 176       | 46,30        | 10           | 18 651      | 54,03         | 12          | 22    | 22            |  |
|                          | Divers droite             | DVD                      | 15 355       | 25,23        | 4            | 8 371       | 24,25         | 4           | 8     | 2             |  |
|                          | Les Républicains          | LR                       | 3 735        | 6,14         | 0            | 4 329       | 12,54         | 4           | 4     | 2             |  |
|                          | Divers                    | DIV                      | 2 635        | 4,33         | 0            | 2 403       | 6,96          | 0           | 0     | en stagnation |  |
|                          | Union du centre           | UC                       | 857          | 1,41         | 0            | 765         | 2,22          | 0           | 0     | en stagnation |  |
|                          | Rassemblement national    | RN                       | 5 269        | 8,66         | 0            |             |               |             | 0     | en stagnation |  |
|                          | Écologistes               | ECO                      | 2 681        | 4,41         | 0            | 0           | en stagnation |             |       |               |  |
|                          | Parti communiste français | COM                      | 2 030        | 3,34         | 0            | 0           | en stagnation |             |       |               |  |
|                          |                           |                          |              |              |              |             |               |             |       |               |  |
| Suffrages exprimés       | Suffrages exprimés        | Suffrages exprimés       | 60 849       | 93,30        |              | 34 519      | 92,34         |             |       |               |  |
| Votes blancs             | Votes blancs              | Votes blancs             | 2 767        | 4,24         | 1 683        | 4,50        |               |             |       |               |  |
| Votes nuls               | Votes nuls                | Votes nuls               | 1 605        | 2,46         | 1 179        | 3,15        |               |             |       |               |  |
| Total                    | Total                     | Total                    | 65 221       | 100          | 14           | 37 381      | 100           | 20          | 34    | en stagnation |  |
| Abstentions              | Abstentions               | Abstentions              | 80 030       | 55,10        |              | 46 454      | 55,41         |             |       |               |  |
| Inscrits / participation | Inscrits / participation  | Inscrits / participation | 145 251      | 44,90        | 83 835       | 44,59       |               |             |       |               |  |

### Élus par canton
| Canton                | Conseiller Sortant          | Parti | Parti | Conseiller Élu         | Parti | Parti |
| --------------------- | --------------------------- | ----- | ----- | ---------------------- | ----- | ----- |
| Adour-Gersoise        | Hélène Coomans              |       | DVD   | René Castets           |       | DVD   |
| Adour-Gersoise        | Christophe Terrain          |       | UDI   | Chantal Sarniguet      |       | DVD   |
| Armagnac-Ténarèze     | Patricia Esperon            |       | LR    | Patricia Esperon       |       | LR    |
| Armagnac-Ténarèze     | Michel Gabas                |       | LR    | Michel Gabas           |       | LR    |
| Astarac-Gimone        | Françoise Casalé            |       | PS    | Françoise Casalé       |       | PS    |
| Astarac-Gimone        | Jean-Pierre Salers          |       | PS    | Jean-Pierre Salers     |       | PS    |
| Auch-1                | Chantal Dejean-Dupèbe       |       | PS    | Michaël Aurora         |       | PS    |
| Auch-1                | Christian Laprébende        |       | PS    | Chantal Dejean-Dupèbe  |       | PS    |
| Auch-2                | Laurence Labedan            |       | PS    | Charline Dumont        |       | PS    |
| Auch-2                | Jérôme Samalens             |       | PS    | Jérôme Sémalens        |       | PS    |
| Auch-3                | Claude Bourdil              |       | PS    | Camille Bonne          |       | DVG   |
| Auch-3                | Cathy Daste-Leplus          |       | PS    | Cathy Daste-Leplus     |       | PS    |
| Baïse-Armagnac        | Marie-Thérèse Broca-Lannaud |       | PS    | Élodie Lanave          |       | PS    |
| Baïse-Armagnac        | Philippe Martin             |       | PS    | Philippe Martin        |       | PS    |
| Fezensac              | Marie-Martine Dalla-Barba   |       | DVD   | Benoit Desenlis        |       | LMR   |
| Fezensac              | Robert Frairet              |       | DVD   | Emeline Lafon          |       | LR    |
| Fleurance-Lomagne     | Charlette Boué              |       | PRG   | Charlette Boué         |       | PRG   |
| Fleurance-Lomagne     | Bernard Gendre              |       | PS    | Bernard Gendre         |       | PS    |
| Gascogne-Auscitaine   | Bernard Ksaz                |       | PS    | Bernard Ksaz           |       | PS    |
| Gascogne-Auscitaine   | Lydie Toison                |       | PS    | Lydie Toison           |       | PS    |
| Gimone-Arrats         | Philippe Dupouy             |       | PS    | Philippe Dupouy        |       | PS    |
| Gimone-Arrats         | Hélène Rozis Le Breton      |       | PS    | Hélène Rozis Le Breton |       | PS    |
| Grand-Bas-Armagnac    | Vincent Gouanelle           |       | LR    | Vincent Gouanelle      |       | LR    |
| Grand-Bas-Armagnac    | Isabelle Tintané            |       | LR    | Isabelle Tintané       |       | LR    |
| L'Isle-Jourdain       | Christine Ducarrouge        |       | LR    | Christine Ducarrouge   |       | LR    |
| L'Isle-Jourdain       | Francis Larroque            |       | DVD   | Francis Larroque       |       | DVD   |
| Lectoure-Lomagne      | Xavier Ballenghien          |       | LR    | Xavier Ballenghien     |       | LR    |
| Lectoure-Lomagne      | Valérie Manissol            |       | DVD   | Valérie Manissol       |       | DVD   |
| Mirande-Astarac       | Francis Dupouey             |       | PS    | Francis Dupouey        |       | PS    |
| Mirande-Astarac       | Céline Salles               |       | PS    | Céline Salles          |       | PS    |
| Pardiac-Rivière-Basse | Nathalie Barrouillet        |       | PS    | Nathalie Barrouillet   |       | PS    |
| Pardiac-Rivière-Basse | Gérard Castet               |       | MRC   | Gérard Castet          |       | MRC   |
| Val de Save           | Jean-Pierre Cot             |       | PRG   | Jean-Pierre Cot        |       | PRG   |
| Val de Save           | Yvette Ribes                |       | PS    | Yvette Ribes           |       | PS    |

## Résultats par canton
Les binômes sont présentés par ordre décroissant des résultats au premier tour. En cas de victoire au second tour du binôme arrivé en deuxième place au premier, ses résultats sont indiqués en gras. 

### Canton de l'Adour-Gersoise
| Candidats                | Candidats                | Partis                   | Nuance                   | Premier tour | Premier tour | Second tour | Second tour |
| Candidats                | Candidats                | Partis                   | Nuance                   | Voix         | %            | Voix        | %           |
| ------------------------ | ------------------------ | ------------------------ | ------------------------ | ------------ | ------------ | ----------- | ----------- |
|                          | René Castets             | DVD                      | DVD                      | 1 798        | 51,12        | 1 941       | 51,77       |
|                          | Chantal Sarniguet        | DVD                      | DVD                      | 1 798        | 51,12        | 1 941       | 51,77       |
|                          | Marie-Pierre Desbons     | PS                       | DVG                      | 1 427        | 40,57        | 1 808       | 48,23       |
|                          | Thibault Renaudin        | PS                       | DVG                      | 1 427        | 40,57        | 1 808       | 48,23       |
|                          | Louis Gomez              | PCF                      | COM                      | 292          | 8,30         |             |             |
|                          | Christine Verwaerde      | PCF                      | COM                      | 292          | 8,30         |             |             |
|                          |                          |                          |                          |              |              |             |             |
| Suffrages exprimés       | Suffrages exprimés       | Suffrages exprimés       | Suffrages exprimés       | 3 517        | 93,39        | 3 749       | 94,31       |
| Votes blancs             | Votes blancs             | Votes blancs             | Votes blancs             | 168          | 4,46         | 139         | 3,50        |
| Votes nuls               | Votes nuls               | Votes nuls               | Votes nuls               | 81           | 2,15         | 87          | 2,19        |
| Total                    | Total                    | Total                    | Total                    | 3 766        | 100          | 3 975       | 100         |
| Abstention               | Abstention               | Abstention               | Abstention               | 3 698        | 49,54        | 3 498       | 46,81       |
| Inscrits / participation | Inscrits / participation | Inscrits / participation | Inscrits / participation | 7 464        | 50,46        | 7 473       | 53,19       |

### Canton d'Armagnac-Ténarèze
| Candidats                | Candidats                | Partis                   | Nuance                   | Premier tour | Premier tour | Second tour | Second tour |
| Candidats                | Candidats                | Partis                   | Nuance                   | Voix         | %            | Voix        | %           |
| ------------------------ | ------------------------ | ------------------------ | ------------------------ | ------------ | ------------ | ----------- | ----------- |
|                          | Patricia Esperon         | LR                       | LR                       | 1 781        | 56,77        | 1 958       | 56,97       |
|                          | Michel Gabas             | LR                       | LR                       | 1 781        | 56,77        | 1 958       | 56,97       |
|                          | Carole Rolando           | PS                       | DVG                      | 1 356        | 43,23        | 1 479       | 43,03       |
|                          | Christian Touhé-Rumeau   | PS                       | DVG                      | 1 356        | 43,23        | 1 479       | 43,03       |
|                          |                          |                          |                          |              |              |             |             |
| Suffrages exprimés       | Suffrages exprimés       | Suffrages exprimés       | Suffrages exprimés       | 3 137        | 93,06        | 3 437       | 95,16       |
| Votes blancs             | Votes blancs             | Votes blancs             | Votes blancs             | 134          | 3,98         | 93          | 2,57        |
| Votes nuls               | Votes nuls               | Votes nuls               | Votes nuls               | 100          | 2,97         | 82          | 2,27        |
| Total                    | Total                    | Total                    | Total                    | 3 371        | 100          | 3 612       | 100         |
| Abstention               | Abstention               | Abstention               | Abstention               | 4 568        | 57,54        | 4 327       | 54,50       |
| Inscrits / participation | Inscrits / participation | Inscrits / participation | Inscrits / participation | 7 939        | 42,46        | 7 939       | 45,50       |

### Canton d'Astarac-Gimone
| Candidats                | Candidats                | Partis                   | Nuance                   | Premier tour | Premier tour |
| Candidats                | Candidats                | Partis                   | Nuance                   | Voix         | %            |
| ------------------------ | ------------------------ | ------------------------ | ------------------------ | ------------ | ------------ |
|                          | Françoise Casalé         | PS                       | DVG                      | 1 990        | 63,50        |
|                          | Jean-Pierre Salers       | PS                       | DVG                      | 1 990        | 63,50        |
|                          | Marie-Hélène Dupuy       | DVD                      | DVD                      | 642          | 20,49        |
|                          | Bastien Porta-Maynent    | UDI                      | DVD                      | 642          | 20,49        |
|                          | Anne-Catherine Humbert   | RN                       | RN                       | 502          | 16,02        |
|                          | David Langui             | RN                       | RN                       | 502          | 16,02        |
|                          |                          |                          |                          |              |              |
| Suffrages exprimés       | Suffrages exprimés       | Suffrages exprimés       | Suffrages exprimés       | 3 134        | 92,83        |
| Votes blancs             | Votes blancs             | Votes blancs             | Votes blancs             | 161          | 4,77         |
| Votes nuls               | Votes nuls               | Votes nuls               | Votes nuls               | 81           | 2,40         |
| Total                    | Total                    | Total                    | Total                    | 3 376        | 100          |
| Abstention               | Abstention               | Abstention               | Abstention               | 3 718        | 52,41        |
| Inscrits / participation | Inscrits / participation | Inscrits / participation | Inscrits / participation | 7 094        | 47,59        |

### Canton d'Auch-1
| Candidats                | Candidats                | Partis                   | Nuance                   | Premier tour | Premier tour | Second tour | Second tour |
| Candidats                | Candidats                | Partis                   | Nuance                   | Voix         | %            | Voix        | %           |
| ------------------------ | ------------------------ | ------------------------ | ------------------------ | ------------ | ------------ | ----------- | ----------- |
|                          | Michaël Aurora           | PS                       | DVG                      | 1 245        | 42,64        | 1 680       | 54,74       |
|                          | Chantal Dejean-Dupèbe    | PS                       | DVG                      | 1 245        | 42,64        | 1 680       | 54,74       |
|                          | Nathalie Simonin         | LREM                     | DIV                      | 920          | 31,51        | 1 389       | 45,26       |
|                          | Vincent Thomas           | LREM                     | DIV                      | 920          | 31,51        | 1 389       | 45,26       |
|                          | Patrick Kopff            | GE                       | ECO                      | 431          | 14,76        |             |             |
|                          | Céline Valancourt        | GE                       | ECO                      | 431          | 14,76        |             |             |
|                          | Irène Bénard             | PCF                      | COM                      | 324          | 11,10        |             |             |
|                          | Jean-Marc Régnault       | PCF                      | COM                      | 324          | 11,10        |             |             |
|                          |                          |                          |                          |              |              |             |             |
| Suffrages exprimés       | Suffrages exprimés       | Suffrages exprimés       | Suffrages exprimés       | 2 920        | 91,80        | 3 069       | 90,72       |
| Votes blancs             | Votes blancs             | Votes blancs             | Votes blancs             | 153          | 4,81         | 166         | 4,91        |
| Votes nuls               | Votes nuls               | Votes nuls               | Votes nuls               | 108          | 3,40         | 148         | 4,37        |
| Total                    | Total                    | Total                    | Total                    | 3 181        | 100          | 3 383       | 100         |
| Abstention               | Abstention               | Abstention               | Abstention               | 4 913        | 60,70        | 4 712       | 58,21       |
| Inscrits / participation | Inscrits / participation | Inscrits / participation | Inscrits / participation | 8 094        | 39,30        | 8 095       | 41,79       |

### Canton d'Auch-2
| Candidats                | Candidats                | Partis                   | Nuance                   | Premier tour | Premier tour | Second tour | Second tour |
| Candidats                | Candidats                | Partis                   | Nuance                   | Voix         | %            | Voix        | %           |
| ------------------------ | ------------------------ | ------------------------ | ------------------------ | ------------ | ------------ | ----------- | ----------- |
|                          | Charline Dumont          | PS                       | DVG                      | 1 429        | 48,61        | 1 903       | 65,24       |
|                          | Jérôme Sémalens          | PS                       | DVG                      | 1 429        | 48,61        | 1 903       | 65,24       |
|                          | Pierre-Yves Arnaud       | DVD                      | DIV                      | 606          | 20,61        | 1 014       | 34,76       |
|                          | Roselyne Bacqué          | LR                       | DIV                      | 606          | 20,61        | 1 014       | 34,76       |
|                          | Chantal Lassale          | RN                       | RN                       | 461          | 15,68        |             |             |
|                          | Sigfried Ogé             | RN                       | RN                       | 461          | 15,68        |             |             |
|                          | Nadia Baitiche-Moine     | EÉLV                     | ECO                      | 444          | 15,10        |             |             |
|                          | Martin Golfier           | EÉLV                     | ECO                      | 444          | 15,10        |             |             |
|                          |                          |                          |                          |              |              |             |             |
| Suffrages exprimés       | Suffrages exprimés       | Suffrages exprimés       | Suffrages exprimés       | 2 940        | 94,38        | 2 917       | 91,41       |
| Votes blancs             | Votes blancs             | Votes blancs             | Votes blancs             | 109          | 3,50         | 159         | 4,98        |
| Votes nuls               | Votes nuls               | Votes nuls               | Votes nuls               | 66           | 2,12         | 115         | 3,60        |
| Total                    | Total                    | Total                    | Total                    | 3 115        | 100          | 3 191       | 100         |
| Abstention               | Abstention               | Abstention               | Abstention               | 4 591        | 59,58        | 4 517       | 58,60       |
| Inscrits / participation | Inscrits / participation | Inscrits / participation | Inscrits / participation | 7 706        | 40,42        | 7 708       | 41,40       |

### Canton d'Auch-3
| Candidats                | Candidats                | Partis                   | Nuance                   | Premier tour | Premier tour | Second tour | Second tour |
| Candidats                | Candidats                | Partis                   | Nuance                   | Voix         | %            | Voix        | %           |
| ------------------------ | ------------------------ | ------------------------ | ------------------------ | ------------ | ------------ | ----------- | ----------- |
|                          | Camille Bonne            | PS                       | DVG                      | 1 053        | 45,49        | 1 533       | 66,71       |
|                          | Cathy Daste-Leplus       | PS                       | DVG                      | 1 053        | 45,49        | 1 533       | 66,71       |
|                          | Bertrand Gonthiez        | LREM                     | UC                       | 489          | 21,12        | 765         | 33,29       |
|                          | Sophie Mallet            | LREM                     | UC                       | 489          | 21,12        | 765         | 33,29       |
|                          | Caroline Boucher         | EÉLV                     | ECO                      | 449          | 19,40        |             |             |
|                          | Philippe Le Goanvic      | EÉLV                     | ECO                      | 449          | 19,40        |             |             |
|                          | Julie Aguinalin          | PCF                      | COM                      | 324          | 14,00        |             |             |
|                          | Serge Gonzalez           | PCF                      | COM                      | 324          | 14,00        |             |             |
|                          |                          |                          |                          |              |              |             |             |
| Suffrages exprimés       | Suffrages exprimés       | Suffrages exprimés       | Suffrages exprimés       | 2 315        | 89,18        | 2 298       | 88,28       |
| Votes blancs             | Votes blancs             | Votes blancs             | Votes blancs             | 182          | 7,01         | 175         | 6,72        |
| Votes nuls               | Votes nuls               | Votes nuls               | Votes nuls               | 99           | 3,81         | 130         | 4,99        |
| Total                    | Total                    | Total                    | Total                    | 2 596        | 100          | 2 603       | 100         |
| Abstention               | Abstention               | Abstention               | Abstention               | 4 743        | 64,63        | 4 737       | 64,54       |
| Inscrits / participation | Inscrits / participation | Inscrits / participation | Inscrits / participation | 7 339        | 35,37        | 7 340       | 35,46       |

### Canton de Baïse-Armagnac
| Candidats                | Candidats                | Partis                   | Nuance                   | Premier tour | Premier tour | Second tour | Second tour |
| Candidats                | Candidats                | Partis                   | Nuance                   | Voix         | %            | Voix        | %           |
| ------------------------ | ------------------------ | ------------------------ | ------------------------ | ------------ | ------------ | ----------- | ----------- |
|                          | Élodie Lanave            | PS                       | DVG                      | 1 581        | 44,27        | 2 236       | 57,64       |
|                          | Philippe Martin          | PS                       | DVG                      | 1 581        | 44,27        | 2 236       | 57,64       |
|                          | Raymonde Barthe          | DVD                      | DVD                      | 952          | 26,66        | 1 643       | 42,36       |
|                          | Jean-François Rousse     | DVD                      | DVD                      | 952          | 26,66        | 1 643       | 42,36       |
|                          | Thierry Sacré            | DVD                      | DVD                      | 559          | 15,65        |             |             |
|                          | Isabelle Sapin           | DVD                      | DVD                      | 559          | 15,65        |             |             |
|                          | Nathalie Casalé          | LREM                     | UC                       | 368          | 10,31        |             |             |
|                          | Francis Dupouy           | LREM                     | UC                       | 368          | 10,31        |             |             |
|                          | Pascal Connan            | POID                     | EXG                      | 111          | 3,11         |             |             |
|                          | Angélique Goudenne       | POID                     | EXG                      | 111          | 3,11         |             |             |
|                          |                          |                          |                          |              |              |             |             |
| Suffrages exprimés       | Suffrages exprimés       | Suffrages exprimés       | Suffrages exprimés       | 3 571        | 94,05        | 3 879       | 93,04       |
| Votes blancs             | Votes blancs             | Votes blancs             | Votes blancs             | 131          | 3,45         | 176         | 4,22        |
| Votes nuls               | Votes nuls               | Votes nuls               | Votes nuls               | 95           | 2,50         | 114         | 2,73        |
| Total                    | Total                    | Total                    | Total                    | 3 797        | 100          | 4 169       | 100         |
| Abstention               | Abstention               | Abstention               | Abstention               | 4 961        | 56,65        | 4 589       | 52,40       |
| Inscrits / participation | Inscrits / participation | Inscrits / participation | Inscrits / participation | 8 758        | 43,35        | 8 758       | 47,60       |

### Canton du Fezensac
| Candidats                | Candidats                 | Partis                   | Nuance                   | Premier tour | Premier tour | Second tour | Second tour |
| Candidats                | Candidats                 | Partis                   | Nuance                   | Voix         | %            | Voix        | %           |
| ------------------------ | ------------------------- | ------------------------ | ------------------------ | ------------ | ------------ | ----------- | ----------- |
|                          | Benoit Desenlis           | LMR                      | DVD                      | 1 326        | 38,49        | 1 868       | 53,13       |
|                          | Emeline Lafon             | DVD                      | DVD                      | 1 326        | 38,49        | 1 868       | 53,13       |
|                          | Philippe Cahuzac          | DVG                      | DVG                      | 1 068        | 31,00        | 1 648       | 46,87       |
|                          | Sabine Hulshof            | DVG                      | DVG                      | 1 068        | 31,00        | 1 648       | 46,87       |
|                          | Marie-Martine Dalla-Barba | LR                       | DVD                      | 690          | 20,03        |             |             |
|                          | Robert Frairet            | LR                       | DVD                      | 690          | 20,03        |             |             |
|                          | Fabrice Merckle           | RN                       | RN                       | 361          | 10,48        |             |             |
|                          | Nicole Moine              | RN                       | RN                       | 361          | 10,48        |             |             |
|                          |                           |                          |                          |              |              |             |             |
| Suffrages exprimés       | Suffrages exprimés        | Suffrages exprimés       | Suffrages exprimés       | 3 445        | 94,25        | 3 516       | 92,43       |
| Votes blancs             | Votes blancs              | Votes blancs             | Votes blancs             | 123          | 3,37         | 172         | 4,52        |
| Votes nuls               | Votes nuls                | Votes nuls               | Votes nuls               | 87           | 2,38         | 116         | 3,05        |
| Total                    | Total                     | Total                    | Total                    | 3 655        | 100          | 3 804       | 100         |
| Abstention               | Abstention                | Abstention               | Abstention               | 3 448        | 48,54        | 3 289       | 46,37       |
| Inscrits / participation | Inscrits / participation  | Inscrits / participation | Inscrits / participation | 7 103        | 51,46        | 7 093       | 53,63       |

### Canton de Fleurance-Lomagne
| Candidats                | Candidats                | Partis                   | Nuance                   | Premier tour | Premier tour | Second tour | Second tour |
| Candidats                | Candidats                | Partis                   | Nuance                   | Voix         | %            | Voix        | %           |
| ------------------------ | ------------------------ | ------------------------ | ------------------------ | ------------ | ------------ | ----------- | ----------- |
|                          | Charlette Boué           | PRG                      | DVG                      | 2 417        | 54,25        | 2 750       | 60,69       |
|                          | Bernard Gendre           | PS                       | DVG                      | 2 417        | 54,25        | 2 750       | 60,69       |
|                          | Grégory Bobbato          | DVD                      | DVD                      | 1 320        | 29,63        | 1 781       | 39,31       |
|                          | Martine Mairal           | DVD                      | DVD                      | 1 320        | 29,63        | 1 781       | 39,31       |
|                          | David Domingues          | RN                       | RN                       | 718          | 16,12        |             |             |
|                          | Sylvie Moreno            | RN                       | RN                       | 718          | 16,12        |             |             |
|                          |                          |                          |                          |              |              |             |             |
| Suffrages exprimés       | Suffrages exprimés       | Suffrages exprimés       | Suffrages exprimés       | 4 455        | 94,83        | 4 531       | 93,25       |
| Votes blancs             | Votes blancs             | Votes blancs             | Votes blancs             | 161          | 3,43         | 179         | 3,68        |
| Votes nuls               | Votes nuls               | Votes nuls               | Votes nuls               | 82           | 1,75         | 149         | 3,07        |
| Total                    | Total                    | Total                    | Total                    | 4 698        | 100          | 4 859       | 100         |
| Abstention               | Abstention               | Abstention               | Abstention               | 5 740        | 54,99        | 5 579       | 53,45       |
| Inscrits / participation | Inscrits / participation | Inscrits / participation | Inscrits / participation | 10 438       | 45,01        | 10 438      | 46,55       |

### Canton de la Gascogne-Auscitaine
| Candidats                | Candidats                | Partis                   | Nuance                   | Premier tour | Premier tour | Second tour | Second tour |
| Candidats                | Candidats                | Partis                   | Nuance                   | Voix         | %            | Voix        | %           |
| ------------------------ | ------------------------ | ------------------------ | ------------------------ | ------------ | ------------ | ----------- | ----------- |
|                          | Bernard Ksaz             | PS                       | DVG                      | 1 417        | 44,28        | 1 945       | 63,09       |
|                          | Lydie Toison             | PS                       | DVG                      | 1 417        | 44,28        | 1 945       | 63,09       |
|                          | Fabienne Dore            | DVD                      | DVD                      | 702          | 21,94        | 1 138       | 36,91       |
|                          | Olivier Souard           | DVD                      | DVD                      | 702          | 21,94        | 1 138       | 36,91       |
|                          | Alain Danet              | RN                       | RN                       | 621          | 19,41        |             |             |
|                          | Jeanne Serrier           | RN                       | RN                       | 621          | 19,41        |             |             |
|                          | Nicolas Châtelain        | EÉLV                     | ECO                      | 460          | 14,38        |             |             |
|                          | Virginie Spadafora       | EÉLV                     | ECO                      | 460          | 14,38        |             |             |
|                          |                          |                          |                          |              |              |             |             |
| Suffrages exprimés       | Suffrages exprimés       | Suffrages exprimés       | Suffrages exprimés       | 3 200        | 93,84        | 3 083       | 89,94       |
| Votes blancs             | Votes blancs             | Votes blancs             | Votes blancs             | 134          | 3,93         | 221         | 6,45        |
| Votes nuls               | Votes nuls               | Votes nuls               | Votes nuls               | 76           | 2,23         | 124         | 3,62        |
| Total                    | Total                    | Total                    | Total                    | 3 410        | 100          | 3 428       | 100         |
| Abstention               | Abstention               | Abstention               | Abstention               | 4 113        | 54,67        | 4 102       | 54,48       |
| Inscrits / participation | Inscrits / participation | Inscrits / participation | Inscrits / participation | 7 523        | 45,33        | 7 530       | 45,52       |

### Canton de Gimone-Arrats
| Candidats                | Candidats                | Partis                   | Nuance                   | Premier tour | Premier tour |
| Candidats                | Candidats                | Partis                   | Nuance                   | Voix         | %            |
| ------------------------ | ------------------------ | ------------------------ | ------------------------ | ------------ | ------------ |
|                          | Philippe Dupouy          | PS                       | DVG                      | 2 817        | 65,04        |
|                          | Hélène Rozis Le Breton   | PS                       | DVG                      | 2 817        | 65,04        |
|                          | Bruno Dienot             | RN                       | RN                       | 861          | 19,88        |
|                          | Sandra Douay             | RN                       | RN                       | 861          | 19,88        |
|                          | Liliane Cordenos         | PCF                      | COM                      | 653          | 15,08        |
|                          | Guillaume Degans         | PCF                      | COM                      | 653          | 15,08        |
|                          |                          |                          |                          |              |              |
| Suffrages exprimés       | Suffrages exprimés       | Suffrages exprimés       | Suffrages exprimés       | 4 331        | 92,62        |
| Votes blancs             | Votes blancs             | Votes blancs             | Votes blancs             | 240          | 5,13         |
| Votes nuls               | Votes nuls               | Votes nuls               | Votes nuls               | 105          | 2,25         |
| Total                    | Total                    | Total                    | Total                    | 4 676        | 100          |
| Abstention               | Abstention               | Abstention               | Abstention               | 5 958        | 56,03        |
| Inscrits / participation | Inscrits / participation | Inscrits / participation | Inscrits / participation | 10 634       | 43,97        |

### Canton du Grand-Bas-Armagnac
| Candidats                | Candidats                | Partis                   | Nuance                   | Premier tour | Premier tour |
| Candidats                | Candidats                | Partis                   | Nuance                   | Voix         | %            |
| ------------------------ | ------------------------ | ------------------------ | ------------------------ | ------------ | ------------ |
|                          | Vincent Gouanelle        | LR                       | DVD                      | 2 860        | 63,07        |
|                          | Isabelle Tintané         | LR                       | DVD                      | 2 860        | 63,07        |
|                          | Christian Cuvellier      | DVG                      | DVD                      | 1 675        | 36,93        |
|                          | Marie-Claude Mauras      | PS                       | DVD                      | 1 675        | 36,93        |
|                          |                          |                          |                          |              |              |
| Suffrages exprimés       | Suffrages exprimés       | Suffrages exprimés       | Suffrages exprimés       | 4 535        | 93,80        |
| Votes blancs             | Votes blancs             | Votes blancs             | Votes blancs             | 178          | 3,68         |
| Votes nuls               | Votes nuls               | Votes nuls               | Votes nuls               | 122          | 2,25         |
| Total                    | Total                    | Total                    | Total                    | 4 835        | 100          |
| Abstention               | Abstention               | Abstention               | Abstention               | 5 196        | 51,80        |
| Inscrits / participation | Inscrits / participation | Inscrits / participation | Inscrits / participation | 10 031       | 48,20        |

### Canton de L'Isle-Jourdain
| Candidats                | Candidats                | Partis                   | Nuance                   | Premier tour | Premier tour | Second tour | Second tour |
| Candidats                | Candidats                | Partis                   | Nuance                   | Voix         | %            | Voix        | %           |
| ------------------------ | ------------------------ | ------------------------ | ------------------------ | ------------ | ------------ | ----------- | ----------- |
|                          | Christine Ducarrouge     | LR                       | LR                       | 1 954        | 46,56        | 2 371       | 58,69       |
|                          | Francis Larroque         | DVD                      | LR                       | 1 954        | 46,56        | 2 371       | 58,69       |
|                          | Frédéric Paquin          | DVG                      | DVG                      | 1 092        | 27,69        | 1 669       | 41,31       |
|                          | Nathalie Savard          | DVG                      | DVG                      | 1 092        | 27,69        | 1 669       | 41,31       |
|                          | Yannick Delemasure       | EÉLV                     | ECO                      | 897          | 22,75        |             |             |
|                          | Inès Gonties             | EÉLV                     | ECO                      | 897          | 22,75        |             |             |
|                          |                          |                          |                          |              |              |             |             |
| Suffrages exprimés       | Suffrages exprimés       | Suffrages exprimés       | Suffrages exprimés       | 3 943        | 94,02        | 4 040       | 92,72       |
| Votes blancs             | Votes blancs             | Votes blancs             | Votes blancs             | 165          | 3,93         | 203         | 4,66        |
| Votes nuls               | Votes nuls               | Votes nuls               | Votes nuls               | 86           | 2,05         | 114         | 2,62        |
| Total                    | Total                    | Total                    | Total                    | 4 494        | 100          | 4 357       | 100         |
| Abstention               | Abstention               | Abstention               | Abstention               | 7 267        | 63,41        | 7 104       | 61,98       |
| Inscrits / participation | Inscrits / participation | Inscrits / participation | Inscrits / participation | 11 461       | 36,59        | 11 461      | 38,02       |

### Canton de Lectoure-Lomagne
| Candidats                | Candidats                | Partis                   | Nuance                   | Premier tour | Premier tour |
| Candidats                | Candidats                | Partis                   | Nuance                   | Voix         | %            |
| ------------------------ | ------------------------ | ------------------------ | ------------------------ | ------------ | ------------ |
|                          | Xavier Ballenghien       | LR                       | DVD                      | 1 999        | 54,53        |
|                          | Valérie Manissol         | DVD                      | DVD                      | 1 999        | 54,53        |
|                          | Françoise Bernard-Sirat  | PCF                      | DVG                      | 1 667        | 45,47        |
|                          | Dominique Gonella        | DVG                      | DVG                      | 1 667        | 45,47        |
|                          |                          |                          |                          |              |              |
| Suffrages exprimés       | Suffrages exprimés       | Suffrages exprimés       | Suffrages exprimés       | 3 666        | 93,98        |
| Votes blancs             | Votes blancs             | Votes blancs             | Votes blancs             | 152          | 3,90         |
| Votes nuls               | Votes nuls               | Votes nuls               | Votes nuls               | 83           | 2,13         |
| Total                    | Total                    | Total                    | Total                    | 3 901        | 100          |
| Abstention               | Abstention               | Abstention               | Abstention               | 3 656        | 48,38        |
| Inscrits / participation | Inscrits / participation | Inscrits / participation | Inscrits / participation | 7 557        | 51,62        |

### Canton de Mirande-Astarac
| Candidats                | Candidats                | Partis                   | Nuance                   | Premier tour | Premier tour |
| Candidats                | Candidats                | Partis                   | Nuance                   | Voix         | %            |
| ------------------------ | ------------------------ | ------------------------ | ------------------------ | ------------ | ------------ |
|                          | Francis Dupouey          | PS                       | DVG                      | 2 913        | 70,91        |
|                          | Céline Salles            | PS                       | DVG                      | 2 913        | 70,91        |
|                          | Alice Cendré             | RN                       | RN                       | 1 195        | 29,09        |
|                          | Jean-Luc Yelma           | RN                       | RN                       | 1 195        | 29,09        |
|                          |                          |                          |                          |              |              |
| Suffrages exprimés       | Suffrages exprimés       | Suffrages exprimés       | Suffrages exprimés       | 4 108        | 89,52        |
| Votes blancs             | Votes blancs             | Votes blancs             | Votes blancs             | 283          | 6,17         |
| Votes nuls               | Votes nuls               | Votes nuls               | Votes nuls               | 198          | 4,31         |
| Total                    | Total                    | Total                    | Total                    | 4 589        | 100          |
| Abstention               | Abstention               | Abstention               | Abstention               | 4 914        | 51,71        |
| Inscrits / participation | Inscrits / participation | Inscrits / participation | Inscrits / participation | 9 503        | 48,29        |

### Canton de Pardiac-Rivière-Basse
| Candidats                | Candidats                | Partis                   | Nuance                   | Premier tour | Premier tour |
| Candidats                | Candidats                | Partis                   | Nuance                   | Voix         | %            |
| ------------------------ | ------------------------ | ------------------------ | ------------------------ | ------------ | ------------ |
|                          | Nathalie Barrouillet     | PS                       | DVG                      | 2 093        | 56,77        |
|                          | Gérard Castet            | MRC                      | DVG                      | 2 093        | 56,77        |
|                          | Hélène de Resseguier     | DVD                      | DVD                      | 832          | 22,57        |
|                          | Romain Duport            | DVD                      | DVD                      | 832          | 22,57        |
|                          | Christophe Laplaza       | RN                       | RN                       | 550          | 14,92        |
|                          | Béatrice Yelma           | RN                       | RN                       | 550          | 14,92        |
|                          | Pia de Witte             | SE                       | DIV                      | 212          | 5,75         |
|                          | Charles Guilluy          | SE                       | DIV                      | 212          | 5,75         |
|                          |                          |                          |                          |              |              |
| Suffrages exprimés       | Suffrages exprimés       | Suffrages exprimés       | Suffrages exprimés       | 3 687        | 94,56        |
| Votes blancs             | Votes blancs             | Votes blancs             | Votes blancs             | 142          | 3,64         |
| Votes nuls               | Votes nuls               | Votes nuls               | Votes nuls               | 70           | 1,80         |
| Total                    | Total                    | Total                    | Total                    | 3 899        | 100          |
| Abstention               | Abstention               | Abstention               | Abstention               | 3 646        | 48,32        |
| Inscrits / participation | Inscrits / participation | Inscrits / participation | Inscrits / participation | 7 545        | 51,68        |

### Canton de Val de Save
| Candidats                | Candidats                | Partis                   | Nuance                   | Premier tour | Premier tour |
| Candidats                | Candidats                | Partis                   | Nuance                   | Voix         | %            |
| ------------------------ | ------------------------ | ------------------------ | ------------------------ | ------------ | ------------ |
|                          | Jean-Pierre Cot          | PRG                      | DVG                      | 2 611        | 66,19        |
|                          | Yvette Ribes             | PS                       | DVG                      | 2 611        | 66,19        |
|                          | Michelle Idrac           | DVD                      | DIV                      | 897          | 22,74        |
|                          | Bernard Monlibos         | DVD                      | DIV                      | 897          | 22,74        |
|                          | Thomas Arrivets          | PCF                      | COM                      | 437          | 11,08        |
|                          | Lydia Lopez              | PCF                      | COM                      | 437          | 11,08        |
|                          |                          |                          |                          |              |              |
| Suffrages exprimés       | Suffrages exprimés       | Suffrages exprimés       | Suffrages exprimés       | 3 945        | 94,79        |
| Votes blancs             | Votes blancs             | Votes blancs             | Votes blancs             | 151          | 3,63         |
| Votes nuls               | Votes nuls               | Votes nuls               | Votes nuls               | 66           | 1,59         |
| Total                    | Total                    | Total                    | Total                    | 4 162        | 100          |
| Abstention               | Abstention               | Abstention               | Abstention               | 4 900        | 54,07        |
| Inscrits / participation | Inscrits / participation | Inscrits / participation | Inscrits / participation | 9 062        | 45,93        |